# Карта днів
«Карта днів» (англ. A map of days) — четверта книга серії про дивних дітей американського письменника Ренсома Ріґґза. Твір опублікований видавництвом «Dutton Books» (англ. Dutton Books) у 2018 році. Це четверта книга з серії та перша частина нової трилогії, що відбулася у США; у ній представлені головні дійові особи оригінальної трилогії, а також кілька нових ключових персонажів.

## Сюжет
Джейкоб Портман, який нещодавно врятував дивний світ від знищення, повертається додому, у Флориду. З ним пані Сапсан, кохана Емма й вірні друзі. Але є ще дещо… Те, що вириває друзів з ілюзії спокійного життя та штовхає у вир по-справжньому дивних подій. Те, що чатує на Джейкоба, готуючи для нього моторошні випробування. Загадкова карта днів відчиняє браму до давніх епох. Джейкоб опиниться за межею цього всесвіту в небезпечній суцільній невідомості. Один необережний крок — і друзі назавжди залишаться в пастці для дивних…

## Переклади українською
- Ренсом Ріґґз. Дім дивних дітей.

Переклад з англійської: Володимир Горбатько. — Харків : Книжковий клуб «Клуб сімейного дозвілля», 2012. — С. 432. — ISBN 978-966-14-3877-3.
- Ренсом Ріґґз. Місто порожніх. Втеча з дому дивних дітей.

Переклад з англійської: Олена Любенко. — Харків : Книжковий клуб «Клуб сімейного дозвілля», 2014. — С. 464. — ISBN 978-966-14-7674-4.
- Ренсом Ріґґз. Бібліотека душ. Немає виходу з дому дивних дітей.

Переклад з англійської: Олена Любенко. — Харків : Книжковий клуб «Клуб сімейного дозвілля», 2016. — С. 480. — ISBN 978-617-12-0839-1.
- Ренсом Ріґґз. Карта днів.

Переклад з англійської: Василь Чумак. — Харків : Книжковий клуб «Клуб сімейного дозвілля», 2019. — С. 512. — ISBN 978-617-12-6305-5.
- Ренсом Ріґґз. Пташині збори.

Переклад з англійської: Віра Кучменко. — Харків : Книжковий клуб «Клуб сімейного дозвілля», 2020. — С. 336. — ISBN 978-617-12-7674-1.
- На 23 лютого 2021 року анонсований вихід шостої книги під назвою The Desolations of Devil's Acre